# Reprezentacja Łotwy w hokeju na lodzie kobiet
Reprezentacja Łotwy w hokeju na lodzie kobiet – narodowa żeńska reprezentacja tego kraju. Należy do Dywizji Pierwszej.

## Starty w Mistrzostwach Świata
- 1999 – 13. miejsce
- 2000 – 14. miejsce
- 2001 – 14. miejsce
- 2003 – 13. miejsce
- 2004 – 12. miejsce
- 2005 – 14. miejsce
- 2007 – 11. miejsce
- 2008 – 15. miejsce
- 2009 – 16. miejsce
- 2011 – 11. miejsce

## Starty w Igrzyskach Olimpijskie
- Łotyszki nigdy nie zakwalifikowały się do Igrzysk Olimpijskich.